# Macroderes undulatus
Macroderes undulatus là một loài bọ cánh cứng trong họ Bọ hung (Scarabaeidae).